# Calle Rambutri
La calle Rambutri (en tailandés: ซอยรามบุตรี), también conocida como soi Rambutri, es una vía semipeatonal de Bangkok, Tailandia, que ganó notoriedad debido a su cercanía con la famosa calle Khaosan, ya que cuenta con una amplia variedad gastronómica y hotelera pero suele ser bastante menos transitada.
Está localizada en el barrio de Banglamphu, distrito de Phra Nakhon, al norte del Gran Palacio de Bangkok, y se prolonga por unos mil metros desde las cercanías del templo budista Wat Bowonniwet hasta la avenida Somdet Phra Pin Klao, en torno a calle Khaosan.
Soi Rambutri (soi es la transliteración del tailandés para denominar a una calle lateral de menor circulación conectada a una calle principal) se vio beneficiada desde la década de 2000 por la importante afluencia de turistas que visitan calle Khaosan, un polo de atracción nocturna para mochileros y viajeros jóvenes de mediano presupuesto. A medida que Khaosan creció como atractivo turístico, Rambutri comenzó a perder su perfil residencial para sumar una variada oferta de restaurantes de comida regional e internacional, así como aumentar su oferta hotelera.
En Rambutri también hay gran cantidad de vendedores callejeros de comida al paso y de artículos varios, salones de masajes, tiendas, tatuadores, agencias de viajes, el templo budista Wat Chana Songkhram, un gimnasio para la práctica de boxeo muay thai y una galería de arte.

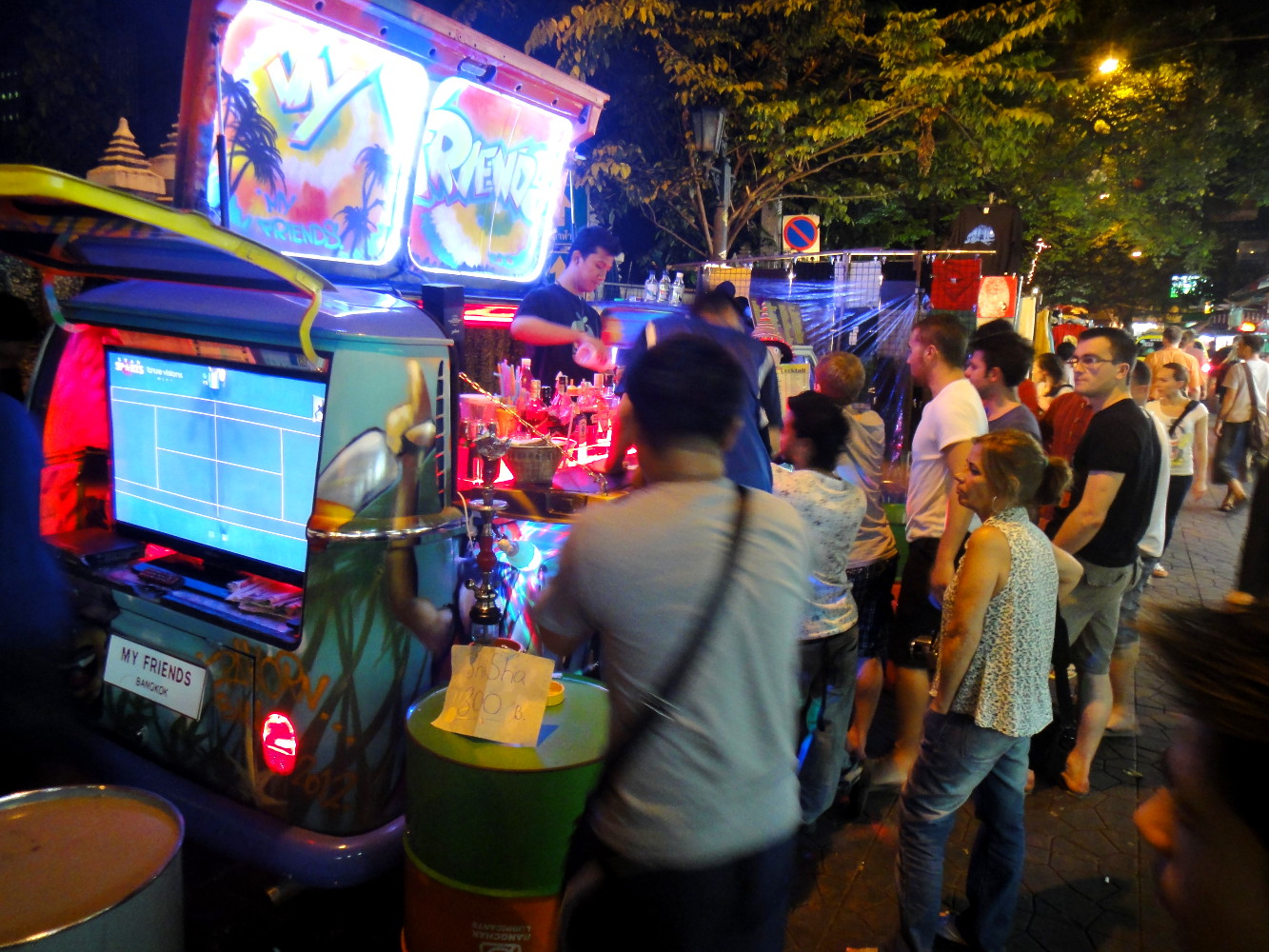
Bar callejero en soi Rambutri.